# نور جاویدان (فیلم ۱۹۵۸)
نور جاویدان (به هندی: Amar Deep) فیلمی محصول سال ۱۹۵۸ و به کارگردانی تی. پراکاش رائو است. در این فیلم بازیگرانی همچون دو آناند، ویجینتی مالا، پادمینی، پران و اوم پراکاش ایفای نقش کرده‌اند.